# Landgericht Straßburg

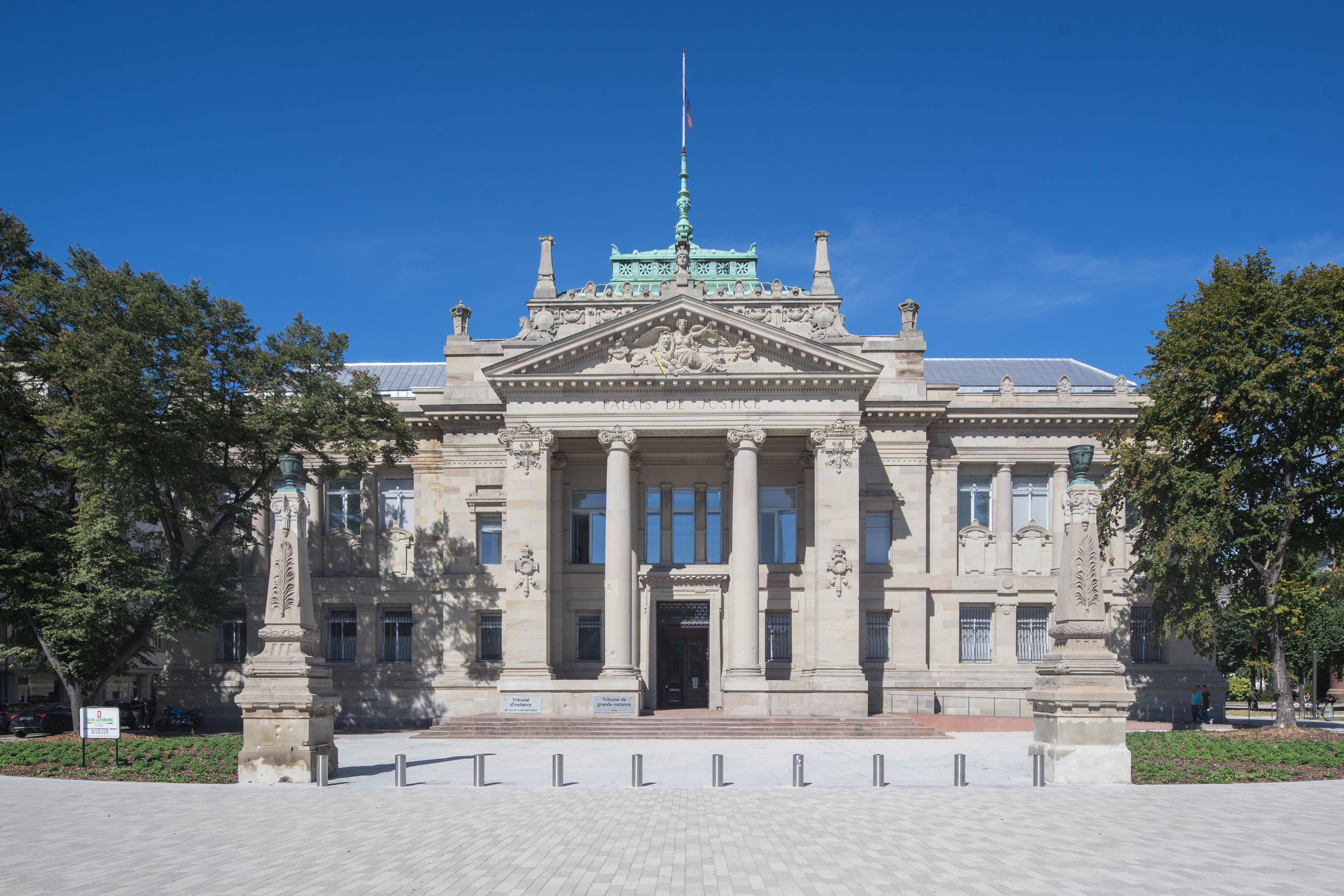
Fassade (Zustand 2018)

Das Landgericht Straßburg war 1871 bis 1918 eines von sechs deutschen Landgerichten im Reichsland Elsaß-Lothringen mit Sitz in Straßburg.

## Geschichte

### Reichsland Elsaß-Lothringen
Nach der Abtretung Elsass-Lothringens im Frieden von Frankfurt an das Deutsche Reich 1871 wurde die Gerichtsstruktur mit dem Gesetz, betreffend Abänderung der Gerichtsverfassung vom 14. Juli 1871 und der Ausführungsbestimmung hierzu vom gleichen Tag neu geregelt. Die bestehenden Arrondissementsgerichte wurden aufgehoben und Landgerichte als Gerichte erster Instanz eingerichtet. Das Landgericht Straßburg war dem Oberlandesgericht Colmar nachgeordnet.
Der Landgerichtsbezirk umfasste den Bezirk des Arrondissementsgerichts Weißenburg, den Bezirk des Arrondissementsgerichts Straßburg ohne die Kantone Molsheim und Wasselnheim, aus dem Bezirk des Arrondissementsgerichts Zabern den Kanton Hochfelden und aus dem Bezirk des Arrondissementsgerichtes Schlettstadt den Kanton Benfeld-Erstein.
Am Landgericht Straßburg wurde ein Schwurgericht eingerichtet, das für die Landgerichtsbezirke Straßburg und Zabern zuständig war.
Zum 1. Oktober 1879 traten die Änderungen des Gerichtsverfassungsgesetzes in Kraft. Die Eingangsgerichte, die in Frankreich die Bezeichnung Friedensgericht getragen hatten, wurden nun einheitlich im Reich zu Amtsgerichten.
Dem Landgericht waren folgende Amtsgerichte nachgeordnet:
| Amtsgericht               | Sitz          | Rheinschifffahrtsgericht | Zahl Richter |
| ------------------------- | ------------- | ------------------------ | ------------ |
| Amtsgericht Benfeld       | Benfeld       | ja                       | 1            |
| Amtsgericht Bischweiler   | Bischweiler   | ja                       | 1            |
| Amtsgericht Brumath       | Brumath       | ja                       | 1            |
| Amtsgericht Erstein       | Erstein       | 0                        |              |
| Amtsgericht Hagenau       | Hagenau       | 0                        | 1            |
| Amtsgericht Hochfelden    | Hochfelden    | 0                        | 1            |
| Amtsgericht Illkirch      | Illkirch      | ja                       | 1            |
| Amtsgericht Lauterburg    | Lauterburg    | ja                       | 1            |
| Amtsgericht Niederbronn   | Niederbronn   | 0                        | 1            |
| Amtsgericht Schiltigheim  | Schiltigheim  | 0                        | 1            |
| Amtsgericht Straßburg     | Straßburg     | ja                       | 5            |
| Amtsgericht Sulz u. W.    | Sulz u. W.    | 0                        | 1            |
| Amtsgericht Truchtersheim | Truchtersheim | 0                        | 1            |
| Amtsgericht Weißenburg    | Weißenburg    | 0                        | 1            |
| Amtsgericht Wörth         | Wörth         | 0                        | 1            |

Quelle siehe 
Das Gericht hatte 1880 einen Präsidenten, zwei Direktoren und elf Richter und war für etwa 350.000 Einwohner zuständig.
Mit der Reannexion Elsass-Lothringens durch Frankreich nach dem Ersten Weltkrieg 1918 wurde wieder die französische Gerichtsorganisation eingeführt.

### Deutsche Besetzung 1940–1944
Nach Eroberung des Elsass und Lothringens im Sommer 1940 wurde eine deutsche Zivilverwaltung unter CdZ Robert Wagner eingerichtet, wobei bei der Gerichtsstruktur im Wesentlichen auf die Strukturen von 1918 zurückgegriffen wurde. Die bisherigen Kantonsgerichte wurden in Amtsgerichte, die bisherigen Gerichte 1. Instanz in Landgerichte umgewandelt. Das Landgericht Straßburg war dem Oberlandesgericht Kolmar unterstellt. Ab 1. November 1941 galten in Elsass und Lothringen zudem das deutsche Gerichtsverfassungsgesetz und die Zivilprozessordnung.
Die Gebiete, die einem CdZ unterstellt waren, wurden zwar wie Reichsgebiet behandelt, aber nicht annektiert und gehörten deswegen nicht zum Reich. Trotzdem wurde bereits zu Beginn des Jahres 1941 eine Strafkammer für politische Strafsachen und Kriegsstrafrecht am Landgericht Straßburg eingerichtet. Sie war der Vorläufer des Sondergerichts für das Elsass, das Anfang 1942 in Straßburg eingerichtet wurde und zahlreiche Todesurteile gegen Regime-Gegner fällte. 1943 wurde allerdings auch der Kreisleiter von Rappoltsweiler (heute: Ribeauvillé) dafür vom Sondergericht Straßburg Walther Kirn als Volksschädling zu neun Jahren Zuchthaus verurteilt.
Zum Ende des Jahres 1944 brach die deutsche Besatzung mit dem Vorrücken der Alliierten zusammen. Die alte Gerichtsorganisation wurde wieder hergestellt.

## Gerichtsgebäude
Der Palais de Justice wurde vom Architekten Skjøld Neckelmann 1894 bis 1897 in unmittelbarer Nähe der Kirche Saint-Pierre-le-Jeune catholique als Landgerichtsgebäude erbaut, die Neckelmann 1889 bis 1893 zusammen mit August Hartel errichtet hatte.